# Maesa nayarii
Maesa nayarii är en viveväxtart som beskrevs av G.S. Giri och S.K. Das. Maesa nayarii ingår i släktet Maesa och familjen viveväxter. Inga underarter finns listade i Catalogue of Life.